# Klaus Glahn

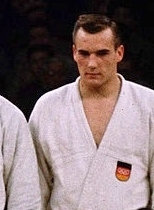
Klaus Glahn bei den Olympischen Spielen 1964 in Tokio

Klaus Glahn (* 23. März 1942 in Hannover) ist ein deutscher Judoka und Judo-Funktionär.

## Leben
Klaus Glahn begann mit dem Judo und Ringen im August 1958 beim Turnerbund Stöcken (Hannover), wo er bis September 1961 blieb. Danach wechselte Glahn zum Polizei-Sportverein Hannover (bis 1970). Obwohl der Verein stets auf den Breitensport ausgerichtet war, gelang Glahn rasch der Sprung in den internationalen Judo-Spitzensport.
Ab 1970 startete Glahn für den VfL Wolfsburg und feierte zahlreiche nationale und internationale Erfolge. So gewann er viermal einen Titel bei Judo-Europameisterschaften (Dreimal Einzel- und einmal Mannschafts-Europameister). Außerdem stand er bei sechs Judo-Weltmeisterschaften auf dem Siegertreppchen.
Bei den  Olympischen Sommerspielen 1964 in Tokio erkämpfte Klaus Glahn die Bronzemedaille in der offenen Klasse. Nachdem im Jahr 1968 Judo keine olympische Sportart war, erreichte er in München 1972 das Finale der Schwergewichtsklasse. Erst dort unterlag Glahn dem Niederländer Willem Ruska und gewann die Silbermedaille. In der Offenen Klasse erreichte er zudem den fünften Platz.
Klaus Glahn wurde von 1965 bis 1973 siebenmal Deutscher Judo-Meister im Schwergewicht. Von 1966 bis 1968 war er zudem dreimal Meister der Meister. Hinzu kommen neun Judo-Titel in der Offenen Klasse. Mit den acht Deutschen Judo-Mannschaftsmeisterschaften (zwei mit dem Polizei SV Hannover, sechs mit dem VfL Wolfsburg) gewann Glahn somit 27 deutsche Titel.
Von 1970 bis 1975 war er Leiter des Judo-Leistungszentrums Wolfsburg und erreichte mit den von ihm trainierten Judoka zahlreiche Meistertitel und Olympia-Platzierungen. Von 1988 bis 1990 war Glahn der erste Leiter des neu gegründeten Olympiastützpunktes Hannover/Wolfsburg.
Klaus Glahn war von 1982 bis 1985 Vizepräsident Leistungssport im DJB. Von 1985 bis 1988 war er Präsident des Deutschen Judo-Bundes und von 1985 bis 1988 Vizepräsident der Europäischen Judo Union (EJU).

## Auszeichnungen
- 1992 Medaille d’Or der Europäischen Judo Union (EJU).
- 2007 Verleihung 9. Dan vom Deutschen Dan-Kollegium.[2] Den 8. Dan erhielt Glahn am 24. Januar 2016 vom Deutschen Judobund.[3]
- 2019 Verleihung 9. Dan durch die IJF im Rahmen der Judo-Weltmeisterschaften in Tokio[4]
- Aufnahme in die „Ehrengalerie des niedersächsischen Sports“ des Niedersächsischen Instituts für Sportgeschichte für seine Verdienste um den Sport in Niedersachsen.

## Sonstiges
Im Januar 1985 wurde Glahn Manager des Fußball-Bundesligisten Eintracht Braunschweig. Im Mai 1985 beendete er seine Tätigkeit für die Eintracht wieder.
Beruflich war Glahn für die Firmen Sprengel Hannover, Volkswagen, Grube/Tietze und Partner in Bad Homburg sowie Romika in Trier als Verkaufsleiter tätig. Nach der Wiedervereinigung war er für Adidas als Außendienst-Repräsentant in den neuen Ländern tätig und hat das Händlernetz mit aufgebaut.
Bei den Europawahlen 2009 war Glahn Spitzenkandidat der Rentnerinnen- und Rentner-Partei (RRP).
Im November 2013 trat Klaus Glahn in der ARD-Sendung Die Show der unglaublichen Helden mit Matthias Opdenhövel auf. In einem Judo-Schaukampf bewies Glahn, dass er mit über 70 Jahren gegen Jüngere sehr gut bestehen kann.
Klaus Glahn leitet heute verschiedene Judo-Lehrgänge und -Veranstaltungen für das DDK (Deutsches Dan-Kollegium). Er lebt mit seiner Frau Edith in Wolfsburg.

## Veröffentlichungen
- 1973: Judo mit Glahn,  Copress-Verlag,  München
  - 1977: Judo mit Klaus Glahn, Heyne, München, ISBN 3-453-41217-6 (Taschenbuch)

## Video
- Wim Ruska (NED) – Klaus Glahn (GER) Munich 1972, Olympic Games